# Memphis (Boz Scaggs)
Memphis è il diciassettesimo album in studio del cantautore statunitense Boz Scaggs, pubblicato nel 2013.
Molte delle canzoni presenti nel disco sono cover.

## Tracce
1. Gone Baby Gone – 3:36 (Boz Scaggs)
2. So Good to be Here – 3:15 (Michael Allen, Al Green) – Al Green
3. Mixed Up, Shook Up Girl – 3:44 (Willy DeVille) – Mink DeVille
4. Rainy Night in Georgia – 4:34 (Tony Joe White) – Tony Joe White
5. Love on a Two Way Street – 3:36 (BB Keys, Sylvia Robinson) – Lezli Valentine
6. Pearl of the Quarter – 3:28 (Walter Becker, Donald Fagen) – Steely Dan
7. Cadillac Walk – 4:27 (Moon Martin) – Moon Martin
8. Corrina, Corrina – 3:45 (Trad.) – Bo Carter
9. Can I Change My Mind – 4:19 (Barry Despenza, Carl Wolfolk) – Tyrone Davis
10. Dry Spell – 3:24 (Jack Walroth)
11. You Got Me Cryin' – 4:55 (Ewart Abner, Jimmy Reed) – Jimmy Reed
12. Sunny Gone – 4:32 (Boz Scaggs)

CD 2 (Barnes & Noble Exclusive Edition)
1. Cadillac Walk (Demo) (Moon Martin) – Moon Martin
2. I ain't Got You (Demo) (Calvin Carter) – Billy Boy Arnold
3. Dry Spell (Demo) (Jack Walroth)
4. Educated Fool (Demo) (Jack Walroth)
5. Mixed Up, Shook Up Girl (Demo) (Willy DeVille) – Mink DeVille
6. It Takes a Lot to Laugh (Demo) (Bob Dylan) – Bob Dylan